# King of the Delta Blues Singers, Vol. II
Albums de Robert Johnson
King of the Delta Blues Singers
(1961)
King of the Delta Blues Singers, Vol. II est une compilation du chanteur et guitariste de Delta blues américain Robert Johnson, sortie en 1970 chez Columbia Records. Elle fait suite à l'album King of the Delta Blues Singers paru en 1961.
En 2003, l'album est classé 424e sur la liste des « 500 meilleurs albums de tous les temps » du magazine Rolling Stone.

## Musique
L'album compile seize enregistrements, dont dix étaient auparavant disponibles en 78 tours sur le label Vocalion, initialement enregistrés au cours de cinq sessions en 1936 et 1937. Dans les années 1960, le blues est devenu plus visible dans le paysage de la musique populaire de l'époque. Les chansons du premier album de Johnson avaient été reprises par des artistes rock populaires à la fin des sixties, dont Eric Clapton et The Rolling Stones.
Columbia décide qu'il est temps de sortir un autre album de Johnson, se plonge à nouveau les archives et propose neuf masters Vocalion supplémentaires, trois prises alternatives inédites et deux titres totalement inédits (une matrice a été faite pour Drunken Hearted Man en 1937 mais il semble qu'elle ne soit jamais sortie). Ne trouvant probablement aucun autre enregistrement acceptable, pour ramener le nombre de titres à seize, comme sur le Volume I, Ramblin' on My Mind et Preachin' Blues du LP précédent sont à nouveau publiés.
Bien que pas tout à fait aussi populaire ou influent que son prédécesseur, il comprend des enregistrements de deux chansons de Johnson qui sont devenues des standards du blues, Sweet Home Chicago et I Believe I'll Dust My Broom. Contrairement aux chansons profondément émouvantes publiées sur l'album de 1961, de nombreuses pistes du volume II affichent le côté plus léger de Johnson.
Peu avant la sortie du Volume II, The Rolling Stones enregistrent Love in Vain, pour l'album Let It Bleed (1969). Selon Keith Richards, c'est sur une version bootleg de cette compilation qu'ils découvrent la chanson. Avant cela, les Stones pensaient que toutes les chansons de Robert Johnson figuraient sur le Volume I.
King of the Delta Blues Singers, Vol. II est réédité le 10 août 2004 par Legacy, la filiale de Sony Music Entertainment, avec l'autre prise de Ramblin' On My Mind ajoutée en tant que morceau bonus.
Eric Clapton cite les deux volumes de King of the Delta Blues Singers comme une des premières inspirations de sa carrière d'enregistrement. En 1980, King of the Delta Blues Singers Vol. I & II deviennent les premiers albums à être intronisé au Blues Hall of Fame par la Blues Foundation. En 2003, l'album est classé 424e sur la liste des « 500 meilleurs albums de tous les temps » du magazine Rolling Stone.

## Liste des pistes
| 1. | Kind Hearted Woman Blues (Vocalion 3416)         | 23 novembre 1936 | 2:28 |
| 2. | I Believe I'll Dust My Broom (Vocalion 3475)     | 23 novembre 1936 | 2:57 |
| 3. | Sweet Home Chicago (Vocalion 3601)               | 23 novembre 1936 | 2:57 |
| 4. | Ramblin' On My Mind (même version que le Vol. I) | 23 novembre 1936 | 2:50 |
| 5. | Phonograph Blues (inédit)                        | 23 novembre 1936 | 2:38 |
| 6. | They're Red Hot (Vocalion 3563)                  | 27 novembre 1936 | 2:56 |
| 7. | Dead Shrimp Blues (Vocalion 3475)                | 27 novembre 1936 | 2:29 |
| 8. | Preaching Blues (Vocalion 4630)                  | 27 novembre 1936 | 2:49 |

| 1. | I'm a Steady Rollin' Man (Vocalion 3723) | 19 juin 1937 | 2:35 |
| 2. | From Four Till Late (Vocalion 3623)      | 19 juin 1937 | 2:20 |
| 3. | Little Queen of Spades (prise inédite)   | 20 juin 1937 | 2:16 |
| 4. | Malted Milk (Vocalion 3665)              | 20 juin 1937 | 2:20 |
| 5. | Drunken Hearted Man (inédit)             | 20 juin 1937 | 2:26 |
| 6. | Stop Breakin' Down Blues (prise inédite) | 20 juin 1937 | 2:21 |
| 7. | Honeymoon Blues (Vocalion 4002)          | 20 juin 1937 | 2:16 |
| 8. | Love in Vain (prise inédite)             | 20 juin 1937 | 2:20 |

Piste bonus de la réédition CD de 2004 :
- Ramblin' on My Mind (Vocalion 3519) - 23 novembre 1936 - 2:23

## Fiche technique
- Producteur original : Don Law
- Producteur et éditeur (LP) : Frank Driggs
- Peinture de la pochette : Tom Wilson